# フライヴィルトシャフト

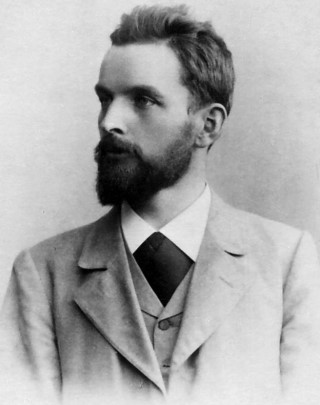
シルビオ・ゲゼル（1895年）

フライヴィルトシャフト（独: Freiwirtschaft）は、ドイツ系アルゼンチン人のシルビオ・ゲゼルが創始した経済思想である。フライヴィルトシャフトはドイツ語で自由経済（free economy）の意。シルビオ・ゲゼルは今日では左翼市場無政府主義（left-wing market anarchist）の理論家と見なされている。

## 構造
フライヴィルトシャフトは、以下の3つの概念で構成されており、通常は3F（Three Fs）としてまとめられる。
- フライゲルト（自由貨幣、free money）
  - すべての貨幣は、一定の価値（インフレでもデフレでもない）、一定の期間（限られた期間）の発行される。
  - 長期的な貯蓄のためには債券や株式への投資する必要がある。
- フライランド（自由地、free land）
  - すべての土地は共通の所有物か公的機関の所有物であり、購入できず、コミュニティや政府から借りることしかできない（ジョージ主義も参照）。
- フライハンデル（自由貿易、free trade）